# Joe Joyce
Joseph Joyce (ur. 19 września 1985 w Londynie) – brytyjski bokser wagi ciężkiej, wicemistrz olimpijski, brązowy medalista mistrzostw świata i mistrz Europy amatorów.

## Kariera amatorska
Lista sukcesów na ringach amatorskich:
- brązowy medal mistrzostw Europy w Mińsku 2013
- złoty medal igrzysk wspólnoty brytyjskiej w Glasgow 2014
- złoty medal Igrzysk Europejskich w Baku 2015
- Brązowy medal mistrzostw świata w Dosze 2015
- Srebrny medal igrzysko olimpijskich w Rio de Janeiro 2016[1]

## Kariera zawodowa
Zawodowy kontrakt podpisał z kierowaną przez Davida Haye’a grupą „Hayemaker Promotions” we współpracy z „Ringstar Boxing” Richarda Schaefera.
Pierwszy zawodowy pojedynek stoczył 20 października 2017 w Londynie, pokonując przez TKO w 8 rundzie swojego rodaka Iana Lewisona (12-3-1, 8 KO).
16 lutego 2018 roku w Londynie znokautował w pierwszej rundzie Chorwata Rudolfa Jozicia (4-1, 3 KO).
17 marca 2018 roku w York Hall wygrał przed czasem w pierwszej rundzie z Donnie Palmerem (9-1-1, 8 KO).
5 maja 2018 w londyńskiej O2 Arena, pokonał przez techniczny nokaut w drugiej rundzie Jamajczyka Lenroya Thomasa (22-5-1, 10 KO) i zdobył pas mistrza Wspólnoty Brytyjskiej w wadze ciężkiej.

## Lista walk na zawodowym ringu
Na podstawie.
| Legenda |
| SD – decyzja niejednogłośna \| D – remis \| TKO – techniczny nokaut \| MD – decyzja większości sędziów \| DQ – dyskwalifikacja \| NC – walka nieodbyta \| RTD – poddanie przez narożnik \| KO – nokaut |

| Wynik   | Rekord | Przeciwnik        | Rozstrzygnięcie | Runda        | Data                 | Miejsce                                                  |
| ------- | ------ | ----------------- | --------------- | ------------ | -------------------- | -------------------------------------------------------- |
| Porażka | 15-2   | Zhang Zhilei      | KO              | 3 (12)       | 23 września 2023     | Wembley Arena, Londyn, Wielka Brytania                   |
| Porażka | 15-1   | Zhang Zhilei      | TKO             | 6 (12) 1:23  | 15 kwietnia 2023     | Copper Box Arena, Londyn, Wielka Brytania                |
| Wygrana | 15-0   | Joseph Parker     | KO              | 11 (12) 1:03 | 24 września 2022     | Manchester Arena, Manchester, Wielka Brytania            |
| Wygrana | 14-0   | Christian Hammer  | TKO             | 4 (12) 1:20  | 2 lipca 2022         | Wembley Arena, Londyn, Wielka Brytania                   |
| Wygrana | 13-0   | Carlos Takam      | TKO             | 6 (12) 0:49  | 24 lipca 2021        | Wembley Arena, Londyn, Wielka Brytania                   |
| Wygrana | 12-0   | Daniel Dubois     | KO              | 10 (12) 0:36 | 28 listopada 2020    | Church House, Londyn, Wielka Brytania                    |
| Wygrana | 11-0   | Michael Wallisch  | TKO             | 3 (10) 0:57  | 25 lipca 2020        | BT Sport Studio, Londyn, Wielka Brytania                 |
| Wygrana | 10-0   | Bryant Jennings   | UD              |              | 13 lipca 2019        | O2 Arena, Londyn, Wielka Brytania                        |
| Wygrana | 9-0    | Alexander Ustinov | TKO             | 3 (10) 1:55  | 18 maja 2019         | Lamex Stadium, Hertfordshire, Wielka Brytania            |
| Wygrana | 8-0    | Bermane Stiverne  | TKO             | 6 (12) 2:20  | 23 lutego 2019       | O2 Arena, Londyn, Wielka Brytania                        |
| Wygrana | 7-0    | Joe Hanks         | KO              | 1 (10) 2:25  | 1 grudnia 2018       | Staples Center, Los Angeles, Stany Zjednoczone           |
| Wygrana | 6-0    | Iago Kiladze      | KO              | 5 (10) 0:41  | 30 września 2018     | Citizens Business Bank Arena, Ontario, Stany Zjednoczone |
| Wygrana | 5-0    | Ivica Bacurin     | KO              | 1 (8) 1:54   | 15 czerwca 2018      | York Hall, Londyn, Wielka Brytania                       |
| Wygrana | 4-0    | Lenroy Thomas     | KO              | 2 (10) 2:36  | 5 maja 2018          | O2 Arena, Londyn Wielka Brytania                         |
| Wygrana | 3-0    | Donnie Palmer     | KO              | 1 (8) 0:38   | 17 marca 2018        | York Hall, Londyn, Wielka Brytania                       |
| Wygrana | 2-0    | Rudolf Jozic      | KO              | 1 (8) 3:06   | 16 lutego 2018       | York Hall, Londyn, Wielka Brytania                       |
| Wygrana | 1-0    | Ian Lewison       | TKO             | 8 (10) 2:35  | 20 października 2017 | O2 Arena, Londyn, Wielka Brytania                        |